# Розмарі Сальм-Сальмська
Розмарі́ Сальм-Сальмська (нім. Rosemary zu Salm-Salm, повне ім'я Розмарі Фредеріка Ізабелла Елеонора Генрієтта Антонія, нім. Rosemary Friederike Isabella Eleonore Henriette Antonia, Prinzessin zu Salm-Salm; 13 квітня 1904 — 3 травня 2001) — принцеса з дому Сальм-Сальм, вільдграфиня та рейнграфиня, донька принца Емануеля Сальм-Сальмського та австрійської ерцгерцогині Марії Крістіни, дружина австрійського ерцгерцога Губерта Сальватора Габсбурга.

## Біографія
Розмарі народилася 13 квітня 1904 року у Потсдамі. Вона була другою дитиною та другою донькою в родині принца Емануеля Сальм-Сальмського та його дружини Марії Крістіни Австрійської. Дівчинка мала старшу сестру Ізабеллу. Згодом сімейство поповнилося двома молодшими синами та донькою. Мешкали всі у Анхольтському замку. Неподалік замку двоюрідний дід Розмарі, Леопольд, ще до її народження заклав розкішний парк, який відтворював швейцарський ландшафт швейцарського озера Люцерн.
Батько загинув на фронтах Першої світової війни, коли Розмарі було 12. Наступного року не стало її меншого брата Франца.
У віці 22 років Розмарі взяла шлюб із своїм дальнім кузеном, 32-річним ерцгерцогом Губертом Сальватором Австрійським, онуком імператора Франца Йозефа. Цивільна церемонія пройшла 25 листопада 1926 у замку Анхольт. Вінчання відбулося наступного дня. У подружжя народилося тринадцять дітей
У віданні родини знаходився замок Персенбог та Кайзервілла у Бад-Ішлі, які Губерт Сальватор успадкував від матері.
Губерт Сальватор пішов з життя навесні 1971. Розмарі пережила чоловіка на тридцять років і померла 3 травня 2001. Її поховали у новій родинній крипті замку Персенбог.

## Титули
- 13 квітня 1904—25 листопада 1926 — Її Світлість Принцеса Розмарі цу Сальм-Сальм, Вільдграфиня та Рейнграфиня;
- 25 листопада 1926—23 травня 2001 — Її Імператорська та Королівська Високість Ерцгерцогиня Розмарі Австрійська, Іммператорська Принцеса Австрії, Принцеса Тоскани, Королівська Принцеса Угорщини та Богемії, Принцеса Сальм-Сальмська, Вільдграфиня та Рейнграфиня.

## Родина

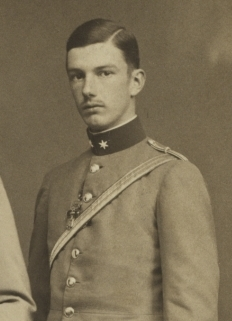
Губерт Сальватор на фото 1914 року

Чоловік — Губерт Сальватор Габсбург
Дітиː
- Фрідріх Сальватор (1927—1999) — був одруженим із угорською графинею Маргаритою Калнокі де Корошпатак, мав четверо дітей;
- Агнеса Крістіна (1928—2007) — дружина принца Карла Альфреда Ліхтенштейна, мала семеро дітей;
- Марія Маргарита (нар.1930) — неодружена, дітей не має;
- Марія Людовіка (1931—1999) — мала сина;
- Марія Адельгейда (нар.1933) — неодружена, дітей не має;
- Єлизавета (1935—1998) — дружина принца Генріха Ауесперг-Броннера, мала четверо дітей;
- Андреас Сальватор (нар.1936) — одружений другим шлюбом, має чотирьох дітей;
- Йозефа (нар.1937) — удова графа Кременса фон Вальдштейна-Вартенберга, має п'ятьох дітей;
- Валерія (нар.1941) — дружина принца Максиміліана Баденського, має четверо дітей;
- Марія Альберта (нар.1944) — дружина барона Александра фон Коттвіц-Ердоді, має двох доньок;
- Маркус (нар.1946) — одружений із Хільдою Янгмайр, має трьох дітей;
- Йоганн (нар.1947) — морганатично одружений із Анною-Марією Штуммер, має трьох дітей;
- Міхаель (нар.1949) — одружений із Євою фон Гофманн, мають доньку.